# ديف وينتيرز
ديف وينتيرز هو سياسي أمريكي، ولد في 30 يونيو 1952 في سبرينغفيلد في الولايات المتحدة. نشط حزبياً في الحزب الجمهوري. وقد انتخب عضو مجلس نواب إلينوي ‏.